# Le Vieux qui ne voulait pas fêter son anniversaire (film)
Pour le roman, voir Le Vieux qui ne voulait pas fêter son anniversaire.
Série
Le Vieux qui ne voulait pas payer l'addition
(2016)
Pour plus de détails, voir Fiche technique et Distribution.
Le Vieux qui ne voulait pas fêter son anniversaire (Hundraåringen som klev ut genom fönstret och försvann) est un film suédois réalisé par Felix Herngren, sorti en 2013.
Le film est une adaptation du roman homonyme de Jonas Jonasson, publié originellement en suédois en 2009 et traduit en français en 2011 par Caroline Berg.
Le film suit Alan Karlsson, homme ordinaire au destin extraordinaire, qui a connu la guerre et rencontré les personnalités les plus influentes, qui est sur le point de fêter ses 100 ans. Il s'est retrouvé enfermé malgré lui dans une maison de retraite après avoir tué un renard avec des explosifs pour venger son chat tué par l'animal. Alors que les infirmières s'affairent à préparer son gâteau d'anniversaire, Alan décide de s'enfuir par la fenêtre et de partir le plus loin possible, sans but précis.

## Synopsis
Il se retrouve involontairement en possession d'une valise contenant 50 millions de couronnes en liquide qu'un gangster surnommé Mortier (Bulten en VO) lui a initialement prêté faute de pouvoir rentrer dans les toilettes avec et qu'Allan a oublié de rendre. Il fait ensuite la connaissance d'un autre retraité, Julius, escroc notoire, les deux hommes sympathisant immédiatement. Le gangster finit par retrouver où est allé Allan et brutalise Julius. Allan arrive et assomme Mortier. Julius enferme ensuite ce dernier dans la chambre froide.
Le lendemain, Julius va voir dans la chambre froide et découvre Mortier gelé. Allan se rappelle alors une période de sa vie où trop réfléchir ne mène à rien (ce que lui a dit sa mère avant de mourir épuisée par le travail). Allan et Julius s'en vont alors et placent le cadavre dans un colis partant pour Djibouti par bateau.
Ils marchent ensuite jusqu'à arriver à un commerce de hot-dogs où le gérant, un certain Benny accepte de les emmener. Benny apprend qu'ils ont tué sans le vouloir quelqu'un et perd ses moyens.
Pendant ce temps, le chef de Mortier (le Requin) ordonne à un de ses hommes (Raclette) de rechercher où est passé Mortier et l'argent.
Le trio arrive par hasard près d'un lac où se trouve une maison habitée par une femme rousse appelée Gunilla et son éléphant appelée Sonia qui dispose d'une grange. Gunilla accepte de les héberger. Peu après, Ricky, son ex et également le frère de Raclette revient mais repart furieux en croyant que Gunilla est en couple. Raclette est mis au courant, arrive à la villa et menace tout le monde. Sans faire attention, il dérape, tombe sur le dos et se fait écraser par l'éléphante. Julius le met ensuite dans le coffre de sa propre voiture mais se la fait dérober au moment où il veut acheter de l'essence. Le cadavre de Raclette finit involontairement dans une broyeuse de carcasse de voitures.
Le Requin décide de prendre les choses en main, coupe son bracelet électronique et fonce en voiture jusqu'à la villa où il arrive juste au moment où la bande part en camion en emmenant l'éléphante. Il le double et veut les arrêter en leur bloquant la route et en tirant sur eux. Malheureusement, le poids du véhicule empêche de s'arrêter à temps et la voiture du requin fait plusieurs tonneaux. Il revient ensuite à lui mais perd complètement la mémoire.
Le policier chargé de l'enquête sur la disparition d'Allan, peu zélé arrive peu après à la villa désertés de Gunilla, trouve des douilles et du sang. Il en conclut qu'il y a eu un meurtre. Au moment où le policier arrive à les retrouver, il apprend que Mortier était à Djibouti (en fait l'un des marins qui a récupéré les papiers du mort et a fini tué au milieu d'un attentat-suicide sur un marché) et que Raclette a été tué par une broyeuse. Son supérieur lui dit que le sang retrouvé était du sang d'éléphant. Rien ne relie donc la bande d'amis aux deux malfrats. 
Par la suite, Allan appelle le fils d'un de ses vieux amis à la tête d'une société de transport internationale et lui demande de les emmener à Bali, ce qu'il fait.
A Bali, ils croisent Pim, le chef suprême de l'organisation criminelle à laquelle appartient le Requin, Mortier et Raclette; celui-ci veut tuer le groupe car il sait que c'est eux qui ont son argent mais son chauffeur et lui meurent dans un accident de voiture après avoir percuté un camion qui arrivait de face.

## Fiche technique
- Titre original : Hundraåringen som klev ut genom fönstret och försvann
- Titre français : Le Vieux qui ne voulait pas fêter son anniversaire
- Réalisation : Felix Herngren
- Scénario : Felix Herngren et Hans Ingemansson (sv), d'après le roman homonyme de Jonas Jonasson
- Musique : Matti Bye (sv)
- Costumes : Madeleine Thor
- Décors : Mikael Varhelyi
- Photographie : Göran Hallberg (de)* Ingénieur du son : H* Montage : Henrik Källberg
- Ingénieur du son : Henric Andersson
- Mixage : Mattias Eklund
- Production : Malte Forssell (sv), Felix Herngren, Henrik Jansson-Schweizer (sv) et Patrick Nebout
- Sociétés de production : Nice FLX Pictures, Buena Vista International Sweden
- Sociétés de distribution : Buena Vista International Sweden (Suède) ; Studiocanal (France)
- Budget : SEK 63 000 000 (6 900 000 €)
- Pays d'origine :  Suède
- Langues originales : suédois, anglais, russe, allemand, français, espagnol
- Format : couleur
- Genre : comédie, road movie
- Durée : 114 minutes
- Dates de sortie : 
  - Suède : 25 décembre 2013
  - Royaume-Uni : 21 février 2014
  - France : 28 mai 2014

## Distribution
- Robert Gustafsson (VF : Pierre Arditi) : Allan Karlsson (vieux)
- Robert Gustafsson (VF : Bruno Choël) : Allan Karlsson (jeune)
- Iwar Wiklander : Julius
- David Wiberg (sv) (VF : Franck Capillery) : Benny
- Mia Skäringer (en) : Gunilla
- Ralph Carlsson (sv) : l'inspecteur-chef Göran Aronsson
- Jens Hultén (VF : Jérôme Pauwels) : Per Gärdin, dit le requin (Gäddan en V.O.)
- Sven Lönn : Hans Claesson, dit la raclette (Hinken en V.O.)
- Simon Säppenen (VF : Stanislas Forlani) : Mortier (Bulten en V.O.)
- Alan Ford (VF : Jean-Claude Donda) : Pim, le chef mafieux
- Gustav Deinoff (sv) (VF : Fabrice Josso) : Ricky Claesson, le frère de Hans
- Bianca Cruzeiro (VF : Emmanuelle Rivière) : Caracas
- David Shackleton : Herbert Einstein (frère fictif d'Albert Einstein)
- Georg Nikoloff : Iouli Popov
- Sergej Merkusjev : Oleg Popov, le fils de Iouli
- Anders Sanzén (VF: Jean-Christophe Dollé) : Ronny Hult, le guichetier
- Manuel Dubra : Estéban
- Miglen Mirtchev : Vladimir Karpov
- Koldo Losada (es) : le général Franco
- Algirdas Paulavičius (lt) : Joseph Staline
- Johan Rheborg (sv) (VF : Laurent Morteau) : Tage Erlander
- Patrik Karlson (sv) (VF : Olivier Chauvel) : Sigvard Eklund
- Kerry Shale (en) (VF : Bertrand Liebert) : Harry S. Truman
- Philip Rosch (VF : Éric Legrand) : Robert Oppenheimer
- Keith Chanter : Ronald Reagan
- Sigitas Račkys (lt) : Mikhaïl Gorbatchev
- Donald Högberg (sv) : Herman Bernhard Lundborg (sv)
- Ola Björkman (VF : Tristan Petitgirard) : le père d'Allan
- Pernilla Göst (VF : Carole Franck) : la mère d'Allan
- Oliwer Carpmann : Allan Karlsson à 13 ans
- Alvin Thudin : Allan Karlsson à 9 ans
- Niclas Angerborn : le commissaire Magnusson
- Gahn Andersson : sœur Alice
- Lars-Gunnar Eriksson : l'entraîneur de football
- Cory Peterson : Ryan Hutton

Source et légende : Version française (VF) sur RS Doublage

## Accueil

### Box-office
Avec un budget de 6,9 millions d'euros, le film est un grand succès commercial puisqu'il rapporte pas moins de 51 130 193 $ dans le monde entier dont 944 193 $ aux États-Unis. En France, il totalise 172 665 entrées dont 48 713 à Paris.
En Suède, il réalise un total de 1 565 684 entrées en un peu plus de six mois. Il s'agit du 6e plus gros succès pour un film suédois dans le pays.

## Autour du film

### Différences notoires avec le roman
Le film ne mentionne pas qu'Allan a été coursier d'une entreprise construisant des armes pendant la Première Guerre mondiale.
Il omet de parler de la période où Allan est allé en Chine pour le compte de Tchang Kaï-chek puis s'est enfui en Iran, ce qui explique par la suite comment il réussit à se tirer d'une situation délicate en Corée du Nord.
Il ne parle pas non plus de la période où Allan et Herbert Einstein sont en Indonésie.

### Suite
Un second volet, Le Vieux qui ne voulait pas payer l'addition (Hundraettåringen som smet från notan och försvann), réalisé par Felix Herngren et Måns Herngren (en), est sorti en 2016.